# ローラ・クームス・ヒルズ
ローラ・クームス・ヒルズ（Laura Coombs Hills、1859年9月7日 - 1952年2月21日）は、アメリカ合衆国の画家、イラストレーターである。花を描いた静物画やケイト・ダグラス・ウィギンやアンナ・M・プラット（Anna M. Pratt.）といった著作家の作品に挿絵やミニアチュール肖像画などを描いた。

## 略歴
マサチューセッツ州ニューベリーポートで比較的裕な銀行家の父親の娘に生まれた。ボストンの画家ヘレン・M・ノールトン（Helen M. Knowlton1832-1918）に学び、ボストンの私立の美術学校のカウルズ・アート・スクール(Cowles Art School)に入学し2か月ほど学んだ。1882年はじめにニューヨークに移りアート・スチューデンツ・リーグ・オブ・ニューヨークでウィリアム・メリット・チェイスらに学んだ。
1900年代の初め、ボストンにスタジオを設立し、故郷のニューベリーポートに姉妹の一人と共有した家で夏を過ごし続けた。1890年から1929年の間に、ヨーロッパへ5度、旅し、ヨーロッパの芸術と文化に親しんだ。1890年代、イギリスを訪れたヒルズは、象牙に描かれたミニアチュール作品に魅せられ独学でその技法を研究した。花を描いた静物画や花を題材にした絵本の挿絵やミニアチュールの肖像画を描いた。1897年にニューヨークの美術家グループ、アメリカ芸術家協会の数少ない女性会員の一人となった。1899年にアメリカ・ミニアチュール画家協会（American Society of Miniature Painters）の創立会員になった。
1900年のパリ万国博覧会や、1901年のニューヨーク州バッファローで開催された汎アメリカ博覧会、1904年のセントルイス万国博覧会、1915年のサンフランシスコ万国博覧会などの国内外の展覧会でいくつかの賞を獲得した。

## 作品

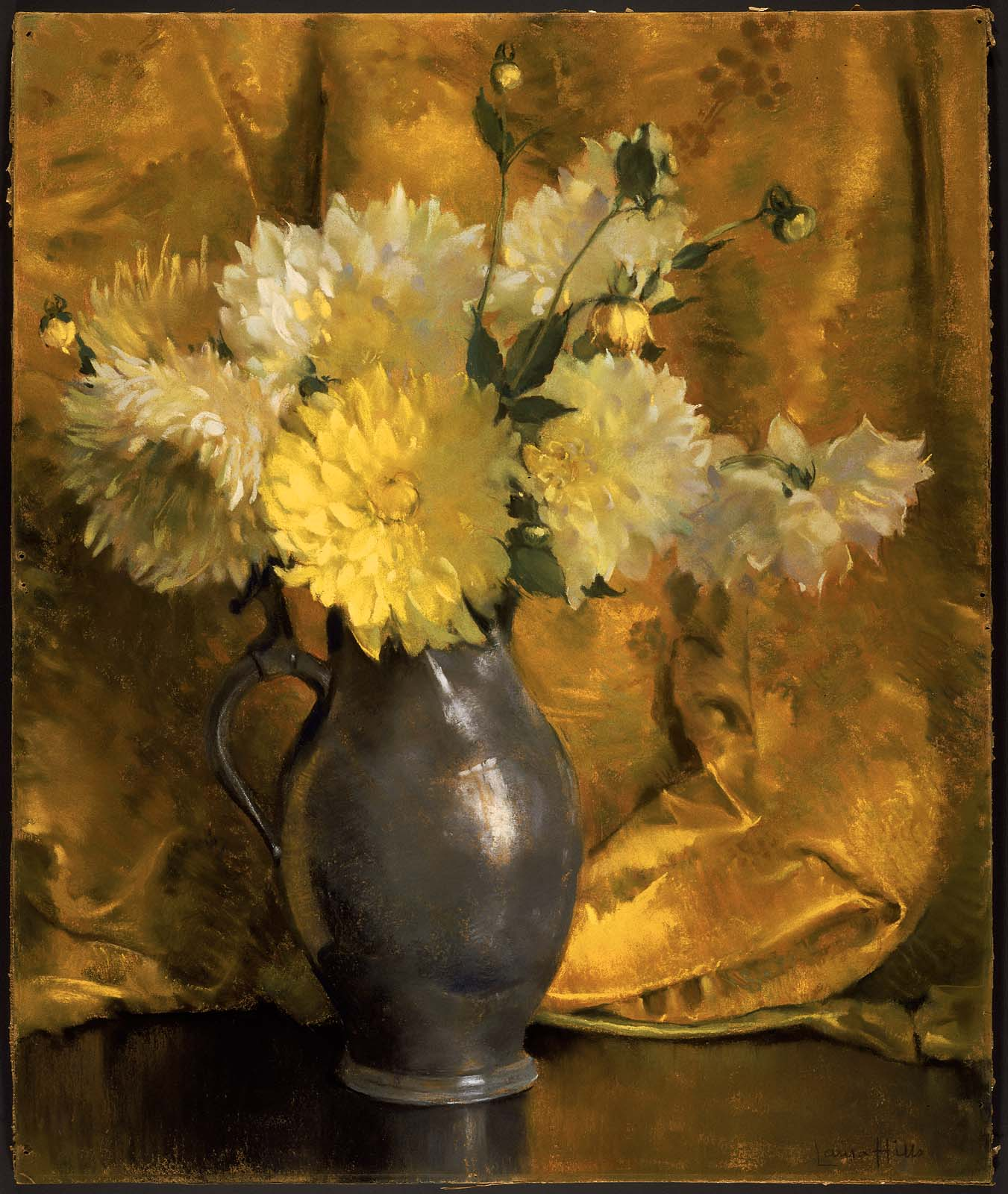
黄色のダリア (c.1927) ボストン美術館
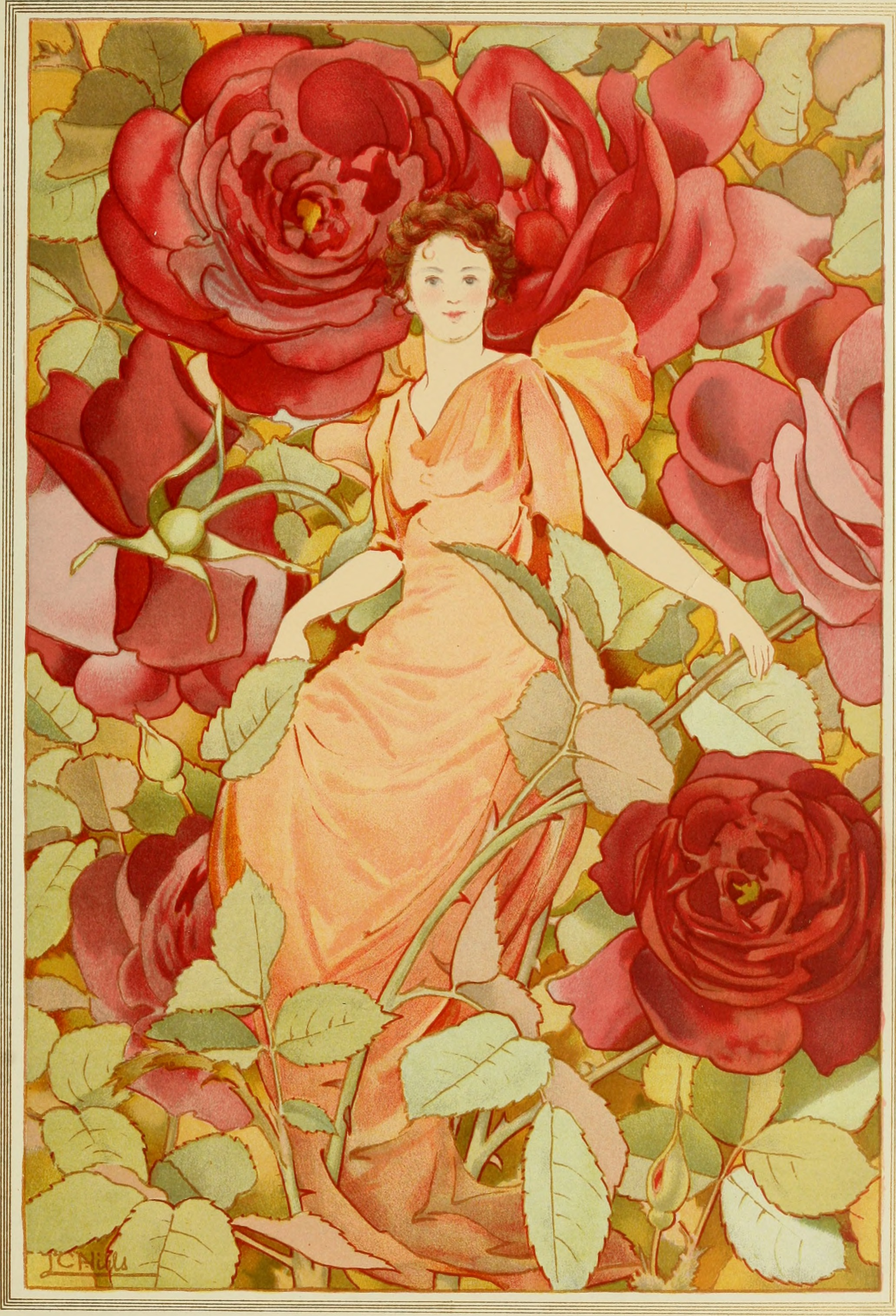
著書「Dream roses, with madrigals」の挿絵 (1897)
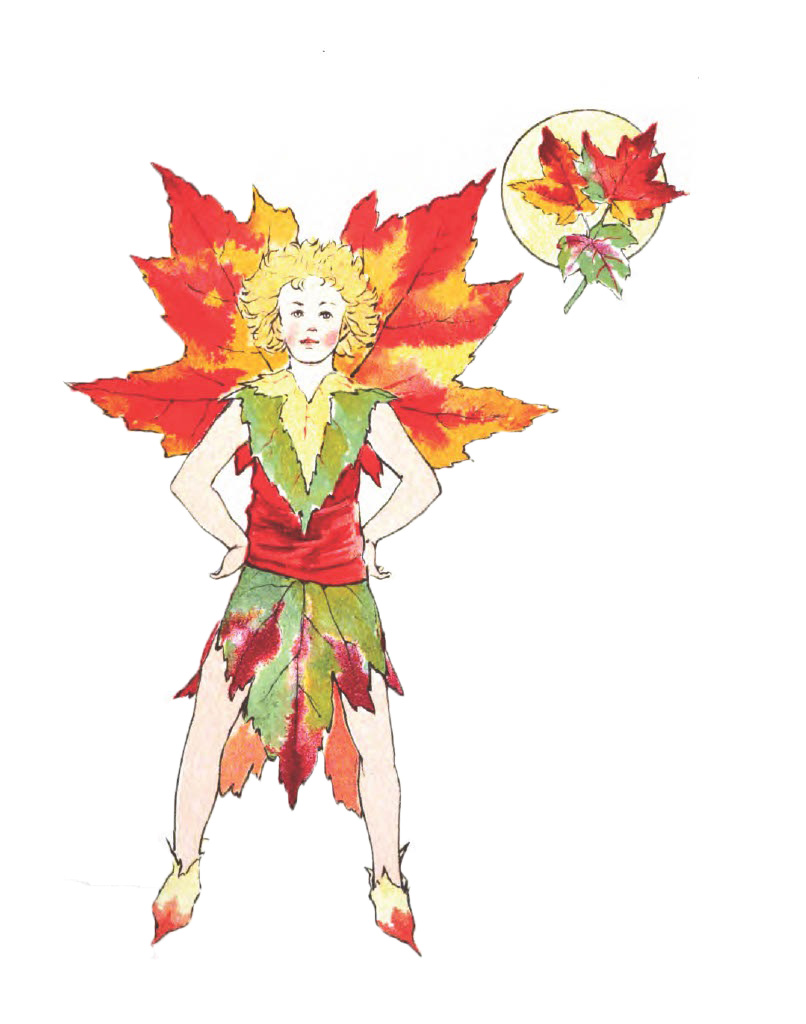
アンナ・M・プラットとの著作「Flower Folk」の挿絵(1890)
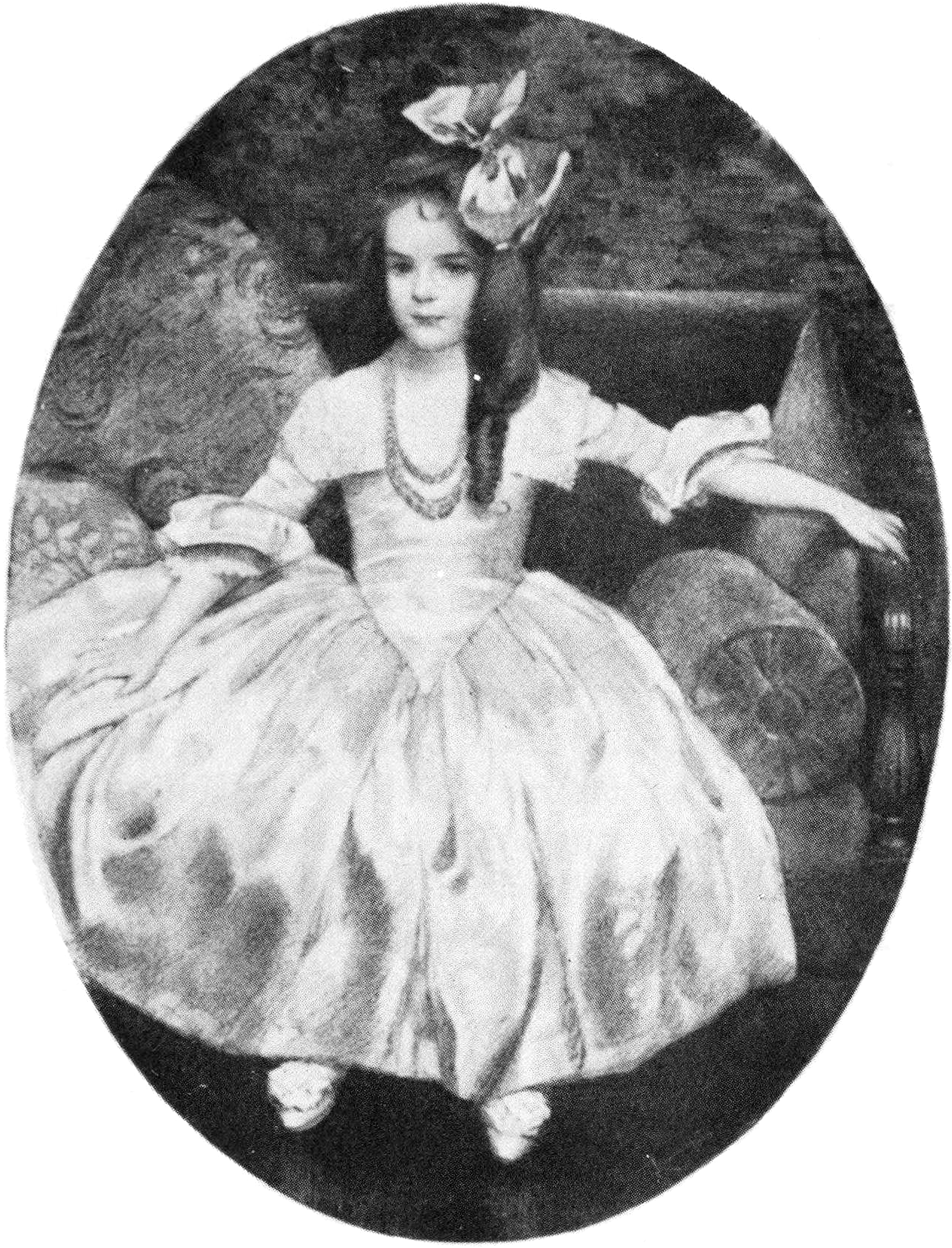
ミニアチュール(1904)